# Lâu đài Slavkov

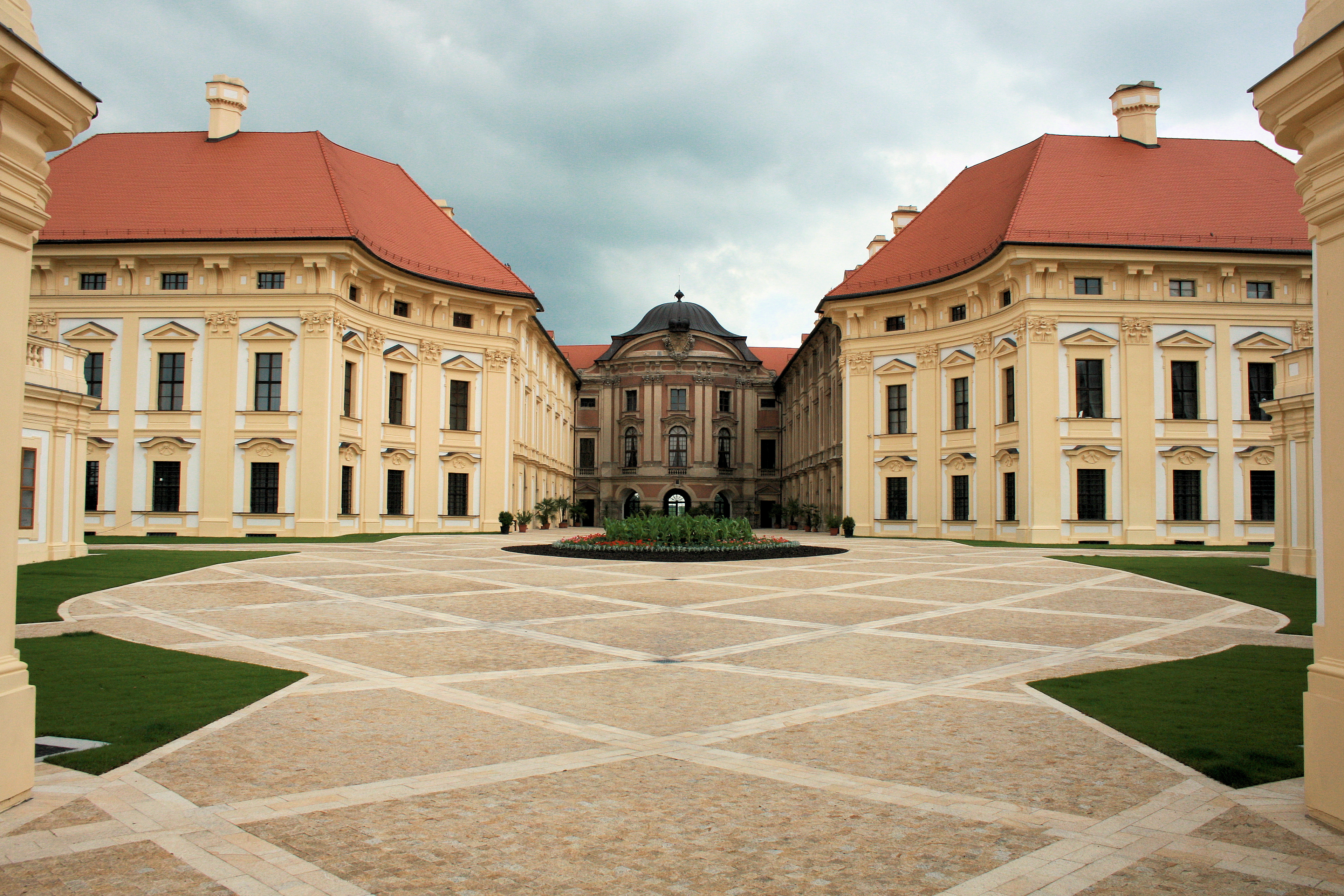
Mặt trước nhìn ra sân hình chữ U

Lâu đài Slavkov (tên gọi khác: Lâu đài Austerlitz, tiếng Séc: Zámek Slavkov) là một cung điện xây dựng theo kiến trúc Baroque, tọa lạc tại một thị trấn nhỏ Slavkov u Brna (một thị trấn nằm ở phía đông của Brno thuộc vùng Nam Moravia, Cộng hoà Séc). Lâu đài được biết đến sau Trận Austerlitz.

## Lịch sử
Trong những năm đầu tiên của thế kỷ 13, những hiệp sỹ Teuton đặt nền móng đầu tiên xây dựng lên lâu đài. Tiếp theo đó, vào đầu thế kỷ 16, người ta tiến hành xây dựng ngôi nhà quý tộc Morava của Kaunitz (tiếng Séc: Kounicové) theo phong cách kiến trúc Phục Hưng.
Năm 1696, kiến trúc sư người Ý Domenico Martinelli thiết kế và cho xây dựng cung điện với 115 phòng, những căn phòng này vẫn được bảo tồn đến ngày nay. Hơn 50 năm sau, dưới thời Hoàng tử Wenzel Anton của Kaunitz-Rietberg, lâu đài hoàn thành chuyển đổi kiến trúc. Wenzel Anton còn thuê họa sĩ Joseph Pichler vẽ bức bích họa trong nhà nguyện và sảnh hành lễ của lâu đài. Năm 1774, Vườn Versailles được xây dựng, với cách bài trí cây cối mang đậm dấu ấn Pháp. Sau Trận Austerlitz vào ngày 6 tháng 12 năm 1805, trong phòng nghi lễ bầu dục ("Salon Lịch sử" - "Historic Salon") một hiệp định đình chiến được ký kết giữa Đế quốc Áo và Đệ Nhất Đế chế Pháp. Hiện tại căn phòng này được dùng làm bảo tàng lịch sử, có phim và video thuyết trình về trận Austerlitz do du khách tham quan.